# Трезнурагес
Трезнурагес (итал. Tresnuraghes) је насеље у Италији у округу Ористано, региону Сардинија.
Према процени из 2011. у насељу је живело 1004 становника. Насеље се налази на надморској висини од 262 м.

## Становништво
Према резултатима пописа становништва 2011. у општини је живело 1.215 становника.
| 1931. | 1936. | 1951. | 1961. | 1971. | 1981. | 1991. | 2001. | 2011. |
| ----- | ----- | ----- | ----- | ----- | ----- | ----- | ----- | ----- |
| 2.184 | 2.262 | 2.138 | 2.053 | 1.764 | 1.601 | 1.380 | 1.296 | 1.215 |